# Jure Zrimšek
Jure Zrimšek, slovenski kolesar, * 20. januar 1982.
Zrimšek je nekdanji profesionalni kolesar, ki je tekmoval za ekipe KRKA-Telekom Slovenije, Acqua & Sapone–Adria Mobil, UnitedHealthcare, Adria Mobil in Sava med letoma 2001 in 2012. Leta 2003 je dosegel etapno zmago na uvodni etapi Dirke po Sloveniji. Leta 2004 je zmagal na dirki Jadranska magistrala, leta 2007 pa na prvem Memorialu Nevio Valčić. Leta 2008 je osvojil tretje mesto na državnem prvenstvu v kronometru.